# کوژوار
کوژوار صربی: Kožuar}} یک منطقهٔ مسکونی در صربستان است که در Ub Municipality واقع شده‌است.
 کوژوار ۱۶٫۱۷ کیلومتر مربع مساحت و ۶۵۴ نفر جمعیت دارد و ۱۵۵ متر بالاتر از سطح دریا واقع شده‌است.